# Borówki (województwo podkarpackie)
Borówki – wieś w Polsce położona w województwie podkarpackim, w powiecie rzeszowskim, w gminie Chmielnik.
W latach 1975–1998 miejscowość administracyjnie należała do województwa rzeszowskiego.
Borówki - położone na wzgórzach Pogórza Dynowskiego - jeszcze do niedawna były częścią ("przysiółkiem") Borku Starego. Zamieszkuje tu niespełna 300 mieszkańców. We wsi znajduje budynek gminny z remizą OSP, sklepem, dużą salą oraz innymi pomieszczeniami po byłej szkole podstawowej,
We wsi znajduje się rzymskokatolicki kościół filialny pw. Miłosierdzia Bożego, należący do parafii Borek Stary. Budowę rozpoczęto w 1983 roku, a oddano do użytku 27 maja 1984 roku, a poświęcony w 1987 roku.